# 제주특별자치도문화예술진흥원
제주특별자치도문화예술진흥원(濟州特別自治道文化藝術進興院)은 제주특별법 제44조에 따라 지방문화를 활성화하기 위하여 설치된 제주특별자치도 소속 기관이다.

## 연혁
- 1988년 8월 25일 제주도문예회관 개관.

## 같이 보기
- 제주특별자치도청